# Кейнен (Вермонт)
Кейнен (англ. Canaan) — місто (англ. town) в США, в окрузі Ессекс штату Вермонт. Населення — 896 осіб (2020).

## Демографія
Згідно з переписом 2010 року, у місті мешкали 972 особи в 439 домогосподарствах у складі 294 родин. Було 632 помешкання
Расовий склад населення:
| - 97,5 % — білих - 0,6 % — азіатів - 0,5 % — корінних американців - 0,1 % — чорних або афроамериканців |

До двох чи більше рас належало 1,1 %. Частка іспаномовних становила 1,0 % від усіх жителів.
За віковим діапазоном населення розподілялося таким чином: 20,0 % — особи молодші 18 років, 62,9 % — особи у віці 18—64 років, 17,1 % — особи у віці 65 років та старші. Медіана віку мешканця становила 48,8 року. На 100 осіб жіночої статі у місті припадало 97,2 чоловіків;  на 100 жінок у віці від 18 років та старших — 94,5 чоловіків також старших 18 років.
Середній дохід на одне домашнє господарство  становив 52 260 доларів США (медіана — 39 917), а середній дохід на одну сім'ю — 60 221 долар (медіана — 52 083). Медіана доходів становила 35 781 долар для чоловіків та 36 591 долар для жінок. За межею бідності перебувало 22,7 % осіб, у тому числі 29,6 % дітей у віці до 18 років та 17,5 % осіб у віці 65 років та старших.
Цивільне працевлаштоване населення становило 485 осіб. Основні галузі зайнятості: освіта, охорона здоров'я та соціальна допомога — 32,4 %, виробництво — 13,2 %, мистецтво, розваги та відпочинок — 11,5 %.

## Відомі особистості
В поселенні народився:
- Ніл Тіллотсон (1898—2001) — американський винахідник і бізнесмен.